# Collatino

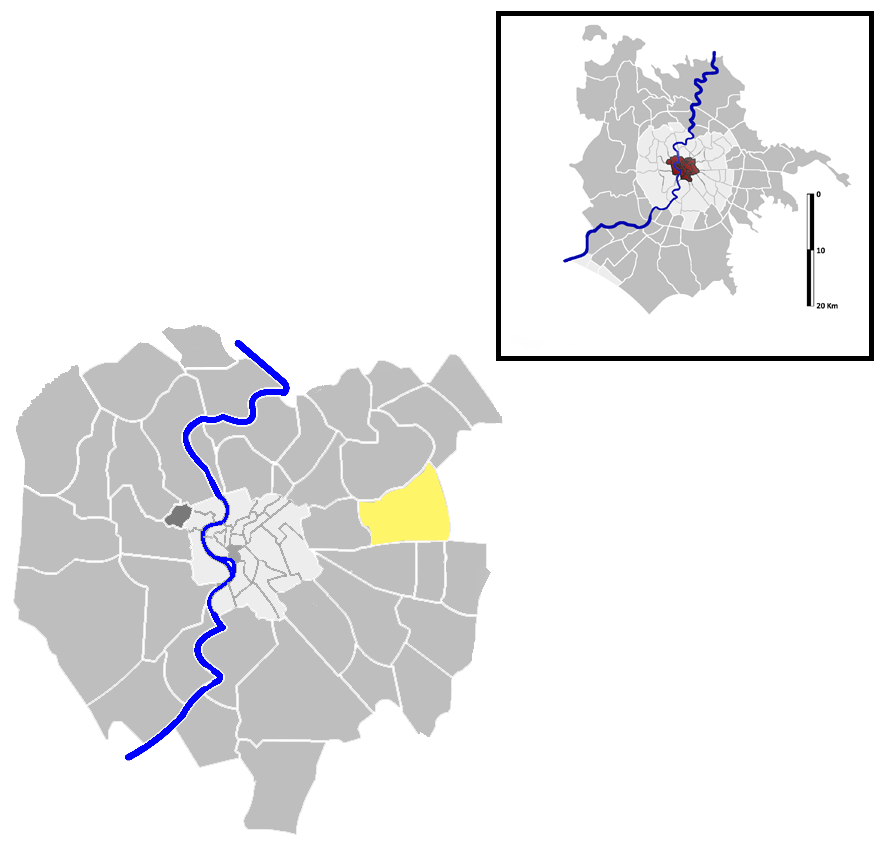
Lage von Portuensis in Rom

Collatino ist ein Quartier im Osten der italienischen Hauptstadt Rom. Der Name leitet sich von der Via Collatina ab. Es wird als Q. XXII bezeichnet und ist Teil von Municipio IV und V. Es hat 66.829 Einwohner und eine Fläche von 6,1646 km².
Es bildet die mit dem Code 15.b bezeichnete « zone urbanistiche » mit 30.362 Einwohnern im Jahr 2010.

## Geschichte
1961 wurde aus dem Suburbio S.III Tiburtino das Quartier Q.XXII Collatino.

## Besondere Orte
- Villa Gordiani
- Santa Maria Addolorata
- San Giovanni Battista in Collatino
- Santa Maria della Visitazione
- Santa Maria del Soccorso
- Sant’Igino papa
- San Giuseppe artigiano a Via Tiburtina
- Sant’Agapito
- Gesù di Nazareth